# Mammillaria sonorensis
Mammillaria sonorensis är en kaktusväxtart som beskrevs av R.T. Craig. Mammillaria sonorensis ingår i släktet Mammillaria och familjen kaktusväxter. Inga underarter finns listade i Catalogue of Life.

## Bildgalleri

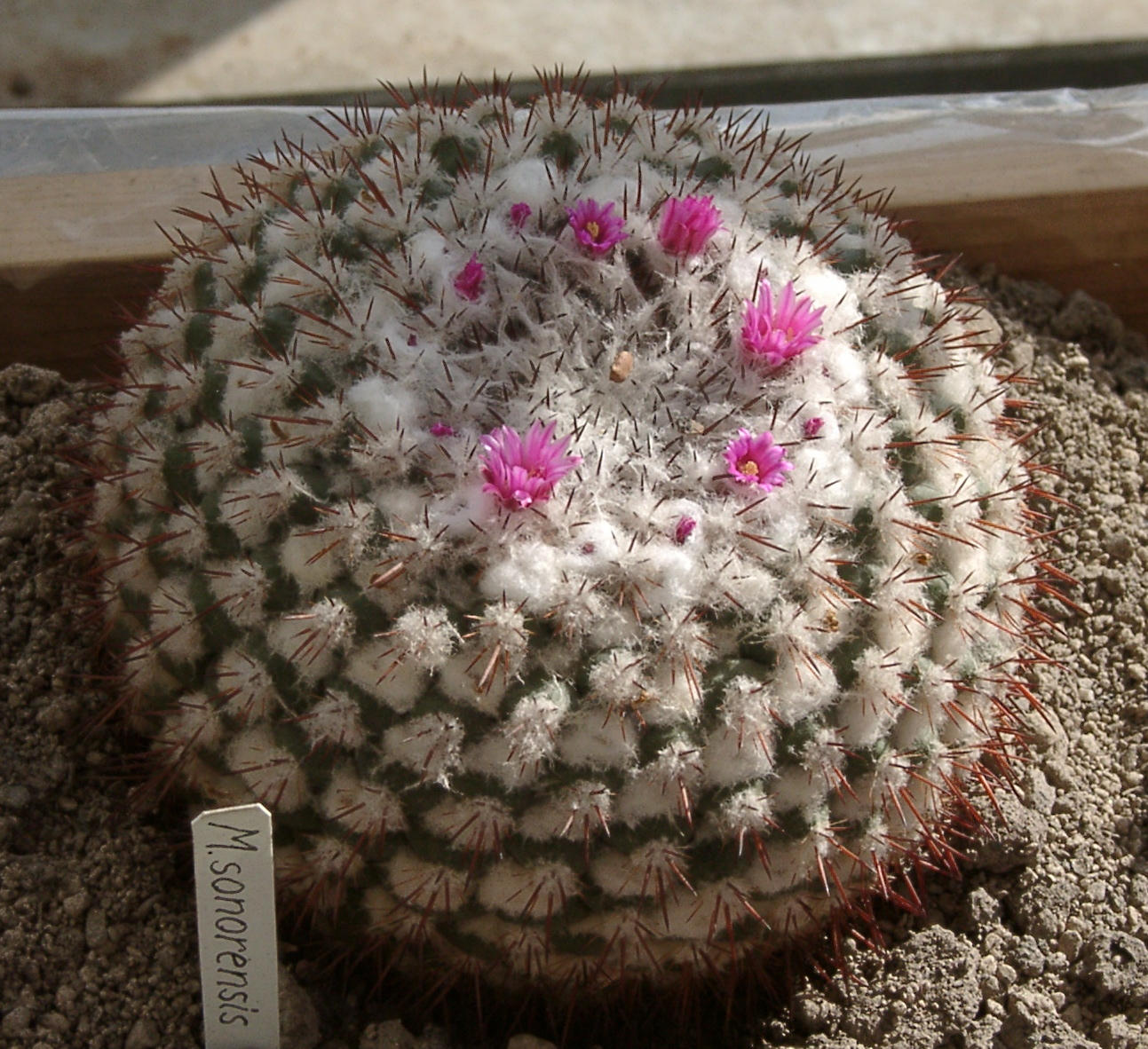
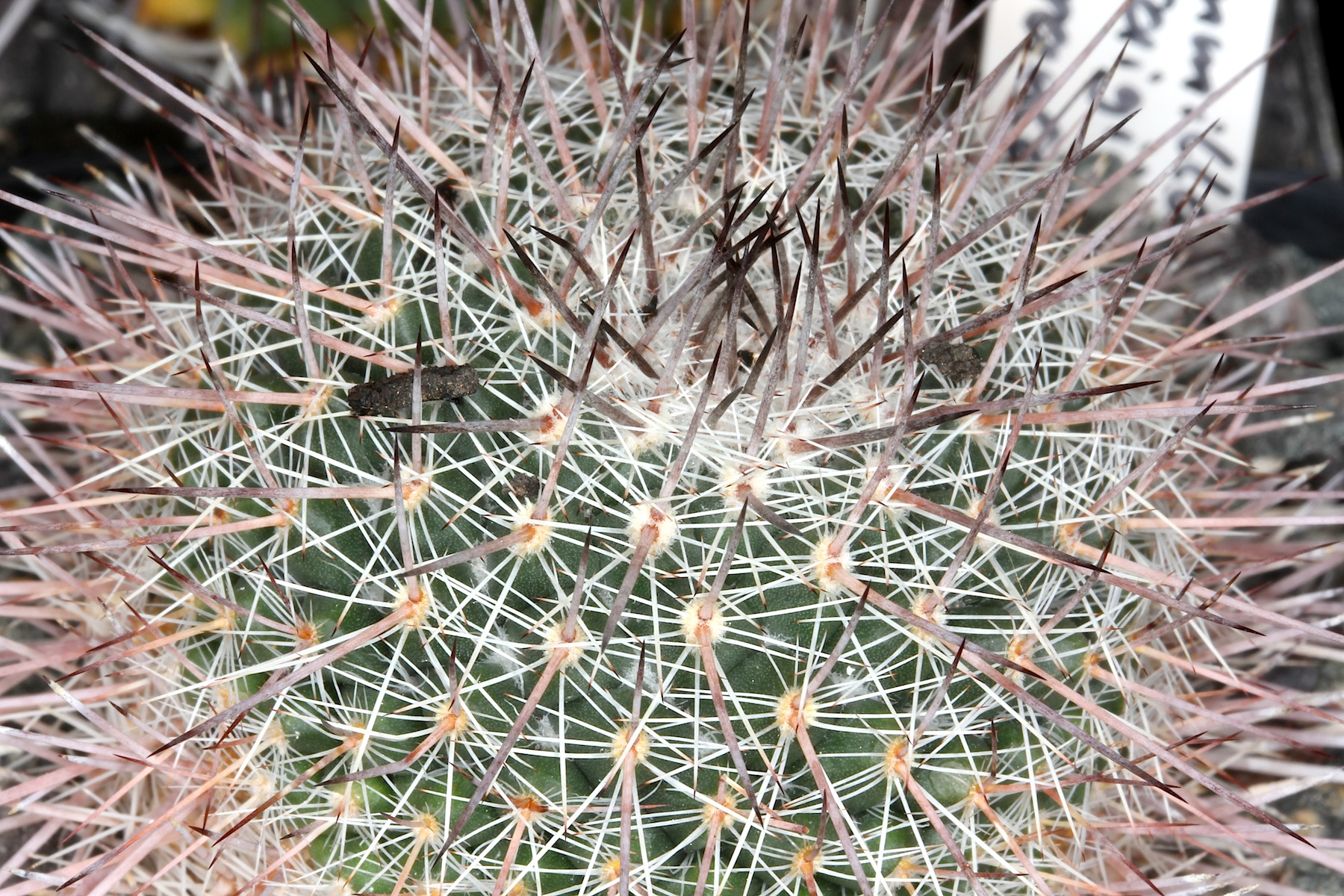
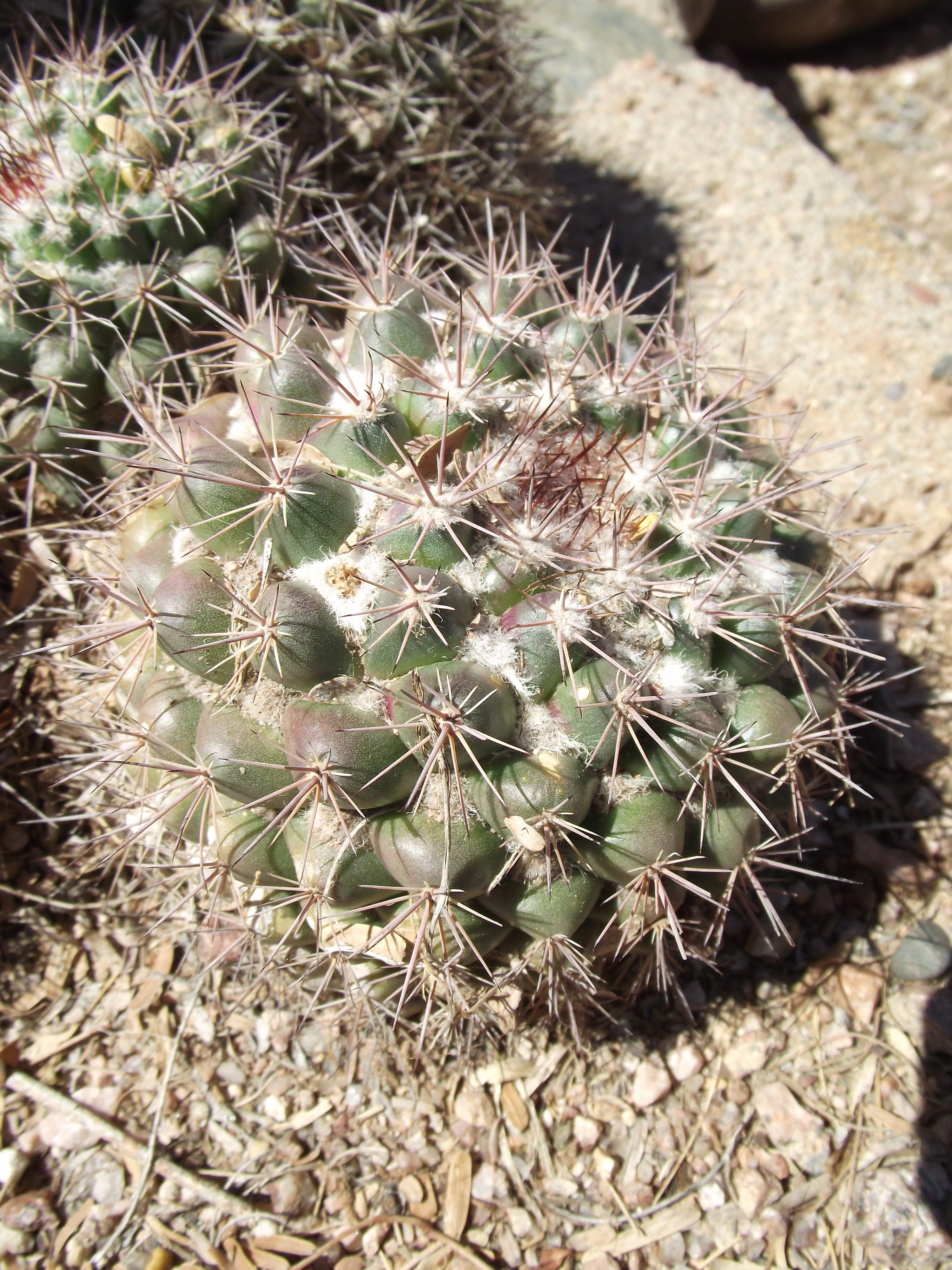